# Represa de Pampalarama
La Represa de Pampalarama, o también denominada como Uma Punku, es una presa ubicada en el departamento de La Paz en Bolivia, la cual abastece de agua al centro histórico de la ciudad de La Paz. La infraestructura tiene una altura de 36 metros y una capacidad de almacenamiento de 3,4 millones de metros cúbicos de agua. Su construcción comenzó el 14 de julio del año 2017, siendo inaugurada el 4 de abril de 2019 durante el tercer gobierno del presidente Evo Morales Ayma.

## Historia
La idea de la construcción de la represa de Pampalarama surge a raíz de la urgente necesidad de las ciudades de La Paz y El Alto de contar con el líquido elemental y vital, pues cabe recordar que en el mes de noviembre del año 2016, ambas ciudades sufrieron la terrible escasez de agua para el consumo humano, esto debido a la baja cantidad de dicho líquido elemental en las represas.
El 16 de julio de 2017, después de inaugurar la Represa de Hampaturi Alto, el Presidente de Bolivia Evo Morales Ayma anunció públicamente la construcción de otras 3 represas más en el Departamento de La Paz, con el objetivo de garantizar el agua a las principales ciudades.
El inicio de las obras para la construcción de la represa de Pampalarama comenzó en julio de 2017 y se tardó alrededor de 21 meses en terminar de construir dicha infraestructura, siendo finalmente inaugurada el 4 de abril de 2019 por el presidente Evo Morales Ayma en un acto público.

### Datos técnicos
La represa de Pampalarama tiene una capacidad de almacenamiento de 3,4 millones de metros cúbicos y está construido de hormigón armado con una altura de 36 metros y una longitud de 307 metros, su superficie es de 0,25 kilómetros cuadrados. La construcción de la obra tuvo un costo de 63,1 millones de bolivianos (alrededor de 9,1 millones de dólares) y fue financiada a través del Fondo Nacional de Inversión Productiva y Social. La represa cuenta también con una estación meteorológica e instrumentos de medición de última tecnología que tienen la función de medir el nivel de agua, la presión y la detección de movimientos dentro de la presa, todo sujeto a medidas de mitigación ambiental.